# パナケイア
パナケイア（古希: Πανάκεια, Panakeia）は、ギリシア神話に登場する、癒しを司る女神である。ローマ神話ではパナケア（ラテン語: Panacea）と呼ばれる。
医術を司る神アポローンの孫で、アスクレーピオスの娘たちの1人である。その名前には「全てを癒す」の意味があり、中世の錬金術師たちがエリクサーや賢者の石の材料と考えた霊薬の名ともなった。今日でも「万能薬」（英語: panacea）の意味で使われる。

## 家族
| 血縁関係 | 血縁関係 | 名前             | 役割                                                                                            |
| -------- | -------- | ---------------- | ----------------------------------------------------------------------------------------------- |
| 父方     | 祖父     | アポローン       | 医術を司る神                                                                                    |
| 父方     | 祖母     | コローニス       | ラピテース族の王プレギュアースの娘                                                              |
| 母方     | 祖母     | ラムペティエー   | 光や輝きを象徴し、自然の美しさや調和を表現する女神 詩人や芸術家にインスピレーションを与える存在 |
| 両親     | 父       | アスクレーピオス | 医術を司る神                                                                                    |
| 両親     | 母       | エピオネ         | 医術と治癒と苦痛の和らげる女神                                                                  |
| 兄弟     | 長姉     | ヒュギエイア     | 健康と繁栄を司る女神                                                                            |
| 兄弟     | 次妹     | イアソ           | 回復と癒しを司る女神                                                                            |
| 兄弟     | 妹       | アケソー         | 治癒と回復のプロセスを象徴する女神                                                              |
| 兄弟     | 末妹     | アイグレー       | 光輝く健康を司る女神 実母はラムペティエーという説がある                                         |
| 兄弟     |          | ポダレイリオス   | 内科医で、トロイア戦争に参加した英雄                                                            |
| 兄弟     |          | マカーオーン     | 外科医で、トロイア戦争にギリシャ軍の軍医的存在として活躍した英雄                                |

パナケイアの家族達は卓越した医療能力や心身に関する癒しに関する神々として、ギリシャ神話やゲームなどで登場する。